# Río Los Huemules
Río Los Huemules är ett vattendrag i Chile.   Det ligger i regionen Región de Aisén, i den södra delen av landet, 1 400 km söder om huvudstaden Santiago de Chile.
I omgivningen kring Río Los Huemules växer i huvudsak blandskog. Området är nästan obefolkat, med mindre än två invånare per kvadratkilometer.